# 모소동
모소동(Pilonidal disease) 또는 털덩이 질병은 엉덩이 볼기들 사이 또는 윗부분의 낭포로서 보통 발생하는 피부 감염증의 일종이다. 증상으로는 통증, 부기, 적열 상태가 포함된다. 드물에 발열이 있는 경우도 있다.
위험 요인으로는 비만증, 가족력, 장시간 착석, 상당한 양의 털, 불충분한 운동이 있다.